# Ría de Tina Menor
Die Ría de Tina Menor ist eine Ría im Norden Spaniens, gelegen im Westen der Küste Kantabriens im Municipio Val de San Vicente; sie ist das Ästuar des Flusses Río Nansa.
Der Beginn der Ría liegt im Süden der knapp 3000 Einwohner zählenden Ortschaft Val de San Vicente und kann bei der Überquerung durch den Camino de la Costa (Kantabrische Küstenautobahn/Europastraße 70/Autopista AP-8) angesetzt werden. Dort ist sie, bedingt durch die Strömung, noch relativ schmal. Richtung Meer verbreitert sie sich in sackförmiger Gestalt beträchtlich und durch die Gezeiten bedingt finden sich ausgedehnte Ödlandzonen und für Feuchtgebiete typische Vegetation. Die 100 Meter breite Mündung zur Biskaya liegt zwischen zwei steilen, gut 200 Meter hohen Hügeln; auf der Ostseite erstreckt sich der mehrere hundert Meter lange Sandstrand Playa del Sable. Südlich davon gibt es einige Deiche, die den Zufluss von Meerwasser zu Fischzuchtanlagen in Aquakulturen regeln lassen.
In der Vergangenheit hatten auch Dock und Hafen von Muñorrodero eine gewisse Bedeutung: hier wurde seit mindestens dem Jahr 1404 Eisenerz aus den Abbaugebieten verschifft, das am Nansa-Becken verhüttet wurde.
Die Nord-Süd-Länge der Ría beträgt insgesamt rund anderthalb Kilometer, die größte Breite erreicht etwa 400 Meter.